# Severin Brandt
Severin Brandt (* 6. Februar 2004) ist ein deutscher Volleyballspieler.

## Karriere
Brandt spielte in der Saison 2020/21 mit dem TSV Unterhaching erstmals in der Bundesliga. Anschließend wurde der Zuspieler vom Ligakonkurrenten WWK Volleys Herrsching verpflichtet. Mit den Herrschingern erreichte er in der Saison 2021/22 das Halbfinale im DVV-Pokal und unterlag im Playoff-Viertelfinale der Bundesliga gegen den VfB Friedrichshafen. 2022/23 erreichte der Verein jeweils das Viertelfinale im Pokal und in den Playoffs. Im DVV-Pokal 2023/24 kam Herrsching ins Finale, aber in der Bundesliga endete die Saison erneut im Viertelfinale. Auch 2024/25 spielt Brandt für Herrsching.